# Matjaž Krivic
Matjaž Krivic, slovenski fotograf in popotnik, * 12. januar, 1972.
Mednarodno je prepoznaven predvsem po panoramskih fotografijah in fotografijah tematike socialno revnih, a kulturno bogatih predelov sveta. Od leta 2000 sodeluje s fotografsko agencijo Sipa Press, pridružil pa se je tudi agenciji Getty Images.
Med drugim je prejel priznanje Photographer of the year britanskega Royal Geographical Society za leti 2002 in 2003.
Leta 2006 je bila na Jakopičevem sprehajališču (Tivoli, Ljubljana) na ogled njegova razstava fotografij z naslovom »Svetišča zemlje« oziroma »Earth temples«. Leta 2013 je bila na ploščadi pred Slovenskim etnografskim muzejem razstavljena nova serija fotografij iz projekta Urbanistan.

## Delo

### Projekti
- Earth temples
- Urbanistan

### Razstave
- Slovenski etnografski muzej URBANISTAN 2013[2]
- Grad Sevnica URBANISTAN 2011
- Park Planina KOZJANSKO  2007
- Park Tivoli Ljubljana EARTH TEMPLES 2006
- Mariborski mestni park EARTH TEMPLES Slo 2006
- Open Center galerija HIMALAYA Rusija 2004
- Sichuan Exh Center SILENT SPACES Kitajska 2004
- GanglaMedo HIMALAYA Tibet Kitajska 2004
- Kibla, prostor za umetnost TRIBE Slovenia 2005
- Mons galerija TIBET Slovenija 2004
- Pločnik Art ALTIPLANO Slovenija 2004
- Galerija Fotografija gallery SILENT SPACES Slovenia 2004
- Gallerija Atelje RADICAL SYMPLICITY Slovenija 2005
- Cankarjev Dom KALIYUGA Slovenija 2001
- Muzej hvarske baštine SILENT SPACES Hrvaška 2001
- Galerija Umjetnosti Srbija 2007
- Muu Gallery (produkcija Kibela, prostor za umetnost) Finska 2007

### Večpredstavnostne projekcije
- Kaliyuga (Irska, Kitajska, Romunija, Nemčija, Madžarska, Hrvaška, Slovenija)
- Tales from a distant Earth (Kibla, Slovenija)
- Game of the moment (Arteum, Slovenija)
- Silent spaces (Kitajska, Slovenija)
- Tribe (Kibla, Slovenija)

### Knjige
- Fotografska knjiga "Earthtemples" (2006)
- Fotografska knjiga "Tibet" (2003)

## Priznanja
- Travel Photographer of the Year 2018 (Travel Portfolio), UK[3]
- Travel photographer of the year (Amazing Places), 1. nagrada 2010, UK
- Slovenia press photo, Kultura in zabava, 1. nagrada, 2010, Slovenija
- Nagrada za reportažo o živalih 2007
- Geografski fotograf leta 2003
- Popotniški fotograf leta 2003
- Geografski fotograf leta 2002
- GEA fotograf leta 2001